# Kokumthena
Kokumthena (Kohkumthena, Kokomthena Paboth'kwe, Kokomthena, Kohkomthena, Kuhkoomtheyna, Kohkomhthena, Kohkumthena; Our Grandmother) Nadnaravano biće Shawnee Indijanaca koju nzivaju Naša baka, baka duh i Oblačna žene ili Žena oblak. Većina Algonquian kultura ima heroja Transformera u svojoj mitologiji-- ona je cijenjeno čovjekoliko nadnaravno biće koje je stvorilo ljude, oblikovalo svijet u bolje mjesto za njih i naučilo ih umijeću civilizacije. Kokumthena je donekle jedinstvena po tome što je žena (pleme Blackfoot ima bračni par, Starca i Staricu, u ovoj ulozi; sva druga plemena Algonquiana za koja znamo imaju muške figure transformatora.) U legendama Shawneeja, Kokumthena je prikazana kao starica (njezino ime znači "naša baka") i ne sudjeluje ni u jednom od ubojstava čudovišta ili duhovitih podviga u koje sudjeluju drugi junaci Algonquian Transformera. Kokumthena je izvorno možda bila važna prvenstveno kao božica baka, slično mudre bake druge algonkvinske mitologije poput Anishinabe i Wabanaki. Njezina uloga Transformerice nije spomenuta u ranijim zbirkama Shawnee legendi i usmene povijesti, iako je to mogao biti propust od strane ne-Shawneeja koji su snimali.
Paboth'kwe (ili Papoothkwe) je još jedno Shawnee ime za ovu matrijarhalnu figuru, što znači "žena u oblaku". Možda to može biti pokazatelj da je u srodstvu s Nebeskom ženom iz plemena Irokeza. U nekim knjigama Kokomthenino ime navodi se kao "Inumsi Ilafewanu," "Shikalapikshi" ili "Lithikapo'shi," ali naši Shawnee volonteri ne prepoznaju nijedno od tih imena i nismo sigurni odakle bi mogla doći (prvo jedan, posebno, definitivno nije iz jezika Shawnee i izgleda kao da bi mogao biti afrički.)
Ostali nazivi: Grandmother Spirit, Cloud Woman, Paboth'kwe, Papoothkwe, Papoothkwee, Pabothkew, Inumsi Ilafewanu, Shikalapikshi, Lithikapo'shi.